# Операция «Кама»
Опера́ция «Кама» — эпизод Холодной войны, операция войск ВМФ СССР в октябре — ноябре 1962 во время Карибского кризиса, связанная с прорывом морской блокады Кубы силами подводного флота СССР.
Имеющиеся открытые первоисточники противоречивы. Наиболее подтвержденной является версия, что согласно первоначальному плану советские ПЛ должны были с целью формирования военно-морской группировки скрытно перебазироваться в кубинский порт Мариэль, откуда при необходимости действовать по противнику. Подготовка к походу выполнялась с загрузкой в ПЛ военного имущества для развертывания кубинской базы. На каждой лодке находилось по несколько специальных торпед с ядерной боевой частью. В дальнейшем по мере развития кризиса задание подводным лодкам было изменено на патрулирование в Атлантическом океане.

## Участники

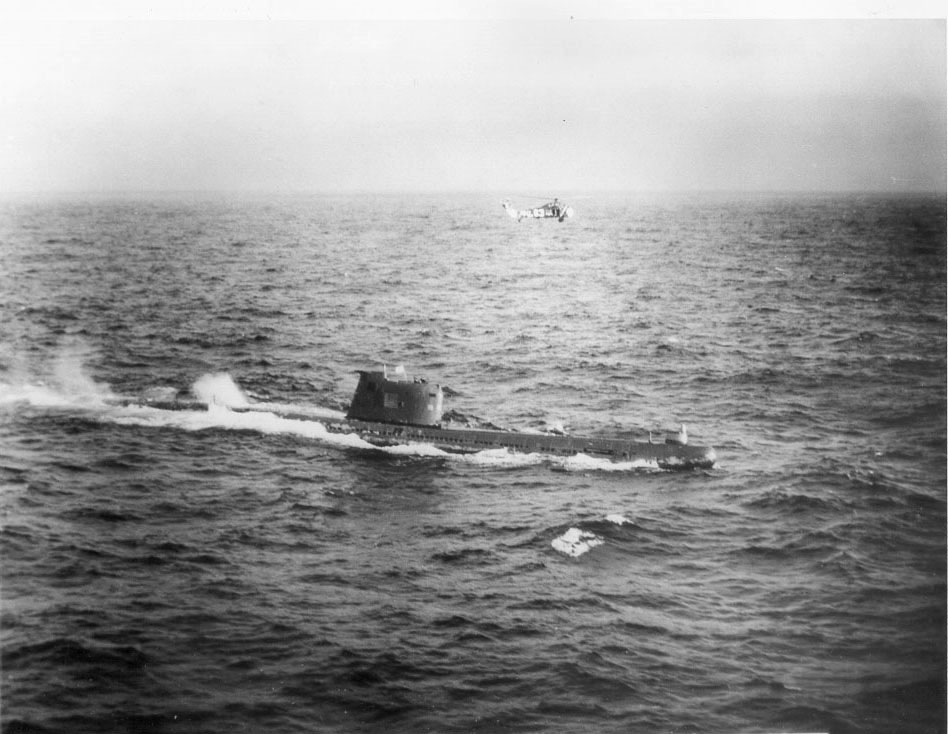
Б-59, 28-29 октября 1962 года

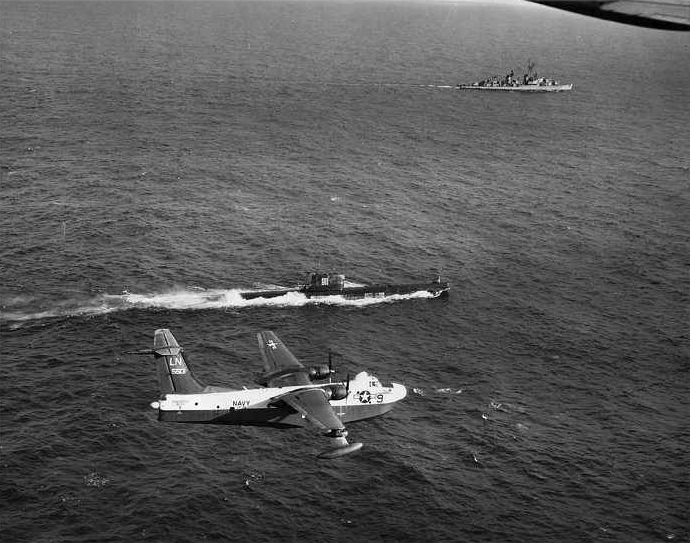
Американский эсминец эскортирует Б-36 в октябре 1962 года

В операции участвовали четыре дизель-электрические подводные лодки проекта 641 из состава 69-й бригады 4-й эскадры подводных лодок Северного флота:
- Б-4, командир Кетов Р. А.
- Б-36, командир Дубивко А. Ф.
- Б-59, командир Савицкий В. С.
- Б-130, командир Шумков Н. А.

Возглавил боевой поход капитан 1 ранга В. Н. Агафонов, командир 69-й бригады, находившийся на борту Б-4. Начальник штаба 69-й бригады капитан 2 ранга В. А. Архипов находился на борту Б-59.
В походе также должна была принять участие пятая подводная лодка, Б-139, тоже проекта 641 из 69-й бригады, но в июле 1962 года на ней произошёл пожар в первом отсеке, и лодка надолго вышла из строя.